# SV Lyss
Der Sportverein Lyss ist der Fussballclub der Gemeinde Lyss (Verwaltungskreis Seeland im Schweizer Kanton Bern) und zählt mit seinen knapp 400 Vereinsmitgliedern und rund 20 Mannschaften zu den grössten Vereinen im gesamten Kanton Bern.
Die Heimspiele und Trainings des SV Lyss werden hauptsächlich im Sportzentrum Grien durchgeführt, welches mit vier Rasenspielfeldern und einem Kunstrasen über eine ausgezeichnete Infrastruktur verfügt.

## Geschichte

### Chronik
Der Verein wurde 1920 gegründet. 1931 erfolgte die Einweihung des klubeigenen Sportplatzes Schachen. 1935 und 1941 gelang dem Verein der Aufstieg in die 3. Liga. 1947 stieg der Sportverein Lyss in die damals viertklassige 2. Liga auf, in der der Verein bis 1951 verblieb. 1955 gelang der Wiederaufstieg in diese. 1969 scheiterte Lyss in den Aufstiegsspielen zur 1. Liga. 1972 wurde der Verein Kantonalbernischer Fußballmeister, scheiterte aber wie drei Jahre zuvor in den Aufstiegsspielen zur 1. Liga. Auch 1978 wurden zwar die Aufstiegsspiele erreicht, der Aufstieg jedoch verpasst. 1982 stieg Lyss in die 3. Liga ab, konnte aber bereits eine Spielzeit später den Wiederaufstieg feiern. Auch 1985 nahm der Verein erfolglos an den Aufstiegsspielen zur 1. Liga teil.
Im Schweizer Cup 1986 und 88 erreichte Lyss die 3. Hauptrunde. Gegen Aarau (Nationalliga A) 0:3 und Wettingen (Nationalliga A) 1:2 gingen beide Begegnungen knapp verloren. 1986/87 stieg der Verein unter Trainer Ruedi Rickli erstmals in die 1. Liga auf und beendete die Spielzeit auf dem 2. Rang der zu den Aufstiegsspielen zur Nationalliga B (gegen Rohrschach) berechtigte. 1993 gelang dieses Kunststück unter Spielertrainer Stephan Heiniger erneut, scheiterte aber abermals in der 1. Runde (Gegner Echallens unter Trainer Lucien Favre). Nach dem Aufstieg 1987 etablierte sich der SV Lyss über Jahre zur Nummer zwei im Kanton Bern hinter den Berner Young Boys. 2000 stieg der Verein in die 2. Liga ab, ein Wiederaufstieg in die 1. Liga gelang nochmals 2007, doch bereits nach dieser Spielzeit stieg Lyss in die neu geschaffene 2. Liga Inter ab.
Nach zwei Abstiegen hintereinander (freiwillig von der 2. Liga interregional in die 2. Liga regional und sportlich von der 2. Liga in die 3. Liga), strebte das Lysser Team einen erneuten Aufstieg in die zweite Liga an.
Die Saison 2017/18 schloss man überlegen auf dem ersten Platz ab und gewann das Hinspiel der Aufstiegsspiele auswärts gegen den FC Aurore Biel mit 0:2. Nach 90 Minuten sowie auch nach 120 Minuten im Rückspiel in Lyss stand es 0:2 für die Bieler. Somit musste sich der Aufsteiger im Elfmeterschiessen klären. Nach jeweils 5 Schüssen stand es 4:4 im Elfmeterschiessen. Den sechsten Elfmeter verwandelten die Gäste, der Lysser Schütze scheiterte und der SV Lyss verblieb in der 3. Liga.
Nach der Saison 2018/19 wird der Vertrag mit Trainer Patrik Schüpbach trotz des erfolgreichen Wiederaufstiegs in die 2. Liga regional nicht verlängert. Neuer Cheftrainer wird David Meister gemeinsam mit seinem Assistenztrainer Markus Weidmann. Zum Ende der Spielzeit 21/22 wird es zu einem erneuten Trainerwechsel kommen.

## Verein

### Sportzentrum Grien
Das Sportzentrum Grien ist das Heimstadion des SV Lyss. Im Sommer verfügt es über vier beleuchtete Naturrasen- sowie einen beleuchteten Kunstrasenplatz. Während der Winterpause kann die Dreifach-Halle für Events und Turniere genutzt werden.
Das Stadion fasst 2'900 Zuschauer und bietet 300 Sitzplätze, wovon 280 überdacht sind.